# Солонцовский сельсовет (Красноярский край)
Солонцовский сельсовет — сельское поселение в Емельяновском районе Красноярского края.
Административный центр — посёлок Солонцы.

## Население
| 2010 | 2012  | 2013  | 2014  | 2015  | 2016  | 2017  |
| ---- | ----- | ----- | ----- | ----- | ----- | ----- |
| 5120 | ↗5304 | ↗5591 | ↗5897 | ↗6152 | ↗6726 | ↗7248 |

## Состав сельского поселения
В состав сельского поселения входят 2 населённых пункта:
| № | Населённый пункт | Тип населённого пункта          | Население |
| - | ---------------- | ------------------------------- | --------- |
| 1 | Дрокино          | село                            | 1334      |
| 2 | Солонцы          | посёлок, административный центр | 3786      |

## Местное самоуправление
Солонцовский сельский Совет депутатов
Дата избрания13.09.2015. Срок полномочий: 5 лет. Количество депутатов: 10
Глава муниципального образования
- Буценец Александр Иванович. Дата избрания: 10.09.2015. Срок полномочий: 5 лет